# 39M Csaba
El 39M Csaba era un automóvil blindado fabricado para el Real Ejército Húngaro durante la Segunda Guerra Mundial. 

## Desarrollo

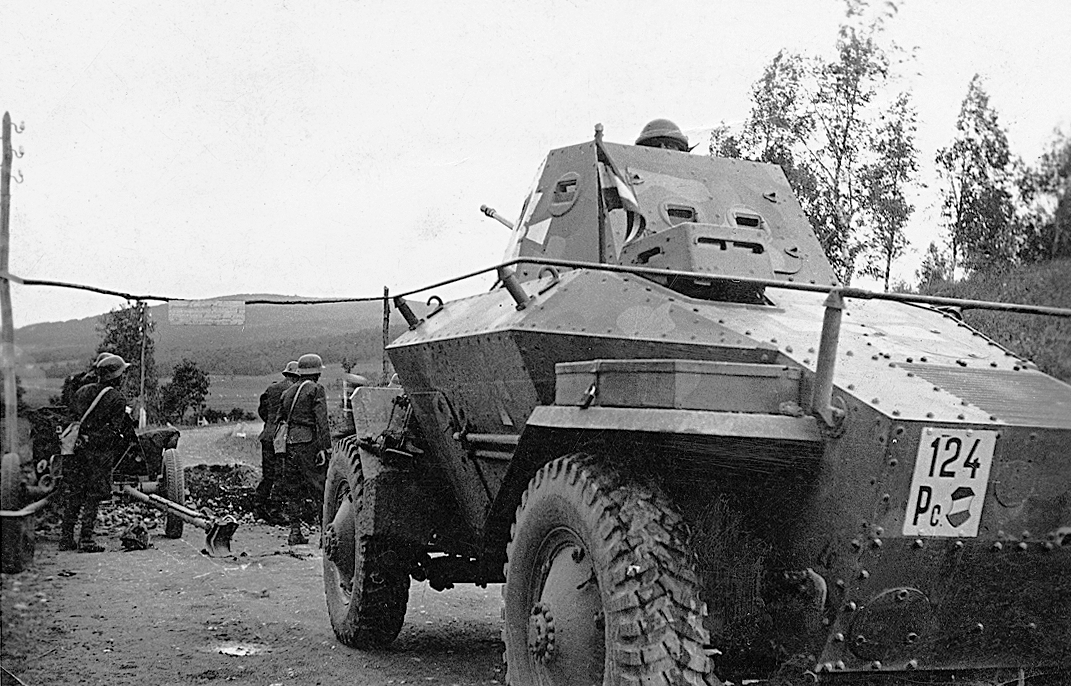
Detalle del puesto de conducción posterior de un 39M Csaba.

El expatriado húngaro Nicholas Straussler diseñó varios vehículos blindados para Gran Bretaña mientras vivía allí durante el período de entreguerras. Straussler llegó a un acuerdo con la fábrica Weiss Manfred de Csepel, Budapest, para producir vehículos de sus diseños para su uso en su país natal - el más importante fue el Csaba (llamado así por el hijo de Atila el Huno) que fue diseñado en base a su experiencia con el vehículo blindado Alvis AC2.
Después de pruebas exitosas en 1939, el ejército húngaro hizo un pedido de 61, y en 1940 se hizo otro pedido de 40 vehículos adicionales. De ellos, 20 se utilizaron como verdaderos vehículos de combate y el resto como vehículos blindados de mando y reconocimiento.
El Csaba iba armado con un fusil antitanque Solothurn de 20 mm y una ametralladora de 8 mm montados dentro de una torreta ubicada  en el centro del casco, con un blindaje de 9 mm de espesor. El vehículo también estaba equipado con una ametralladora ligera desmontable de 8 mm, que disparaba a través de la escotilla trasera en la función antiaérea. La tripulación podría desmontar y llevar esta ametralladora cuando se realizaba un reconocimiento a pie. También tenía dos puestos de conducción - uno en la parte delantera como de costumbre, y otro adicional en la parte trasera.
El Csaba 40M era una versión de mando armada sólo con la ametralladora de 8 mm montada en la torreta. Este vehículo fue equipado con una segunda radio R-4T, que tenía un gran mástil de radio de celosía.